# Робітницький Володимир
Володи́мир Робітни́цький (7 вересня 1912, хутір Адамків, нині Рівненського району Рівненської області — 25 серпня 1941, Львів) — член Української Військової Організації (УВО), в ОУН від 1929, повітовий провідник Рівненщини і Костопільщини (1934—1936), окружний провідник ОУН Рівненщини (1936—1937), крайовий провідник Північно-Західних Українських Земель (ПЗУЗ) (кінець 1940 — літо 1941).

## Життєпис

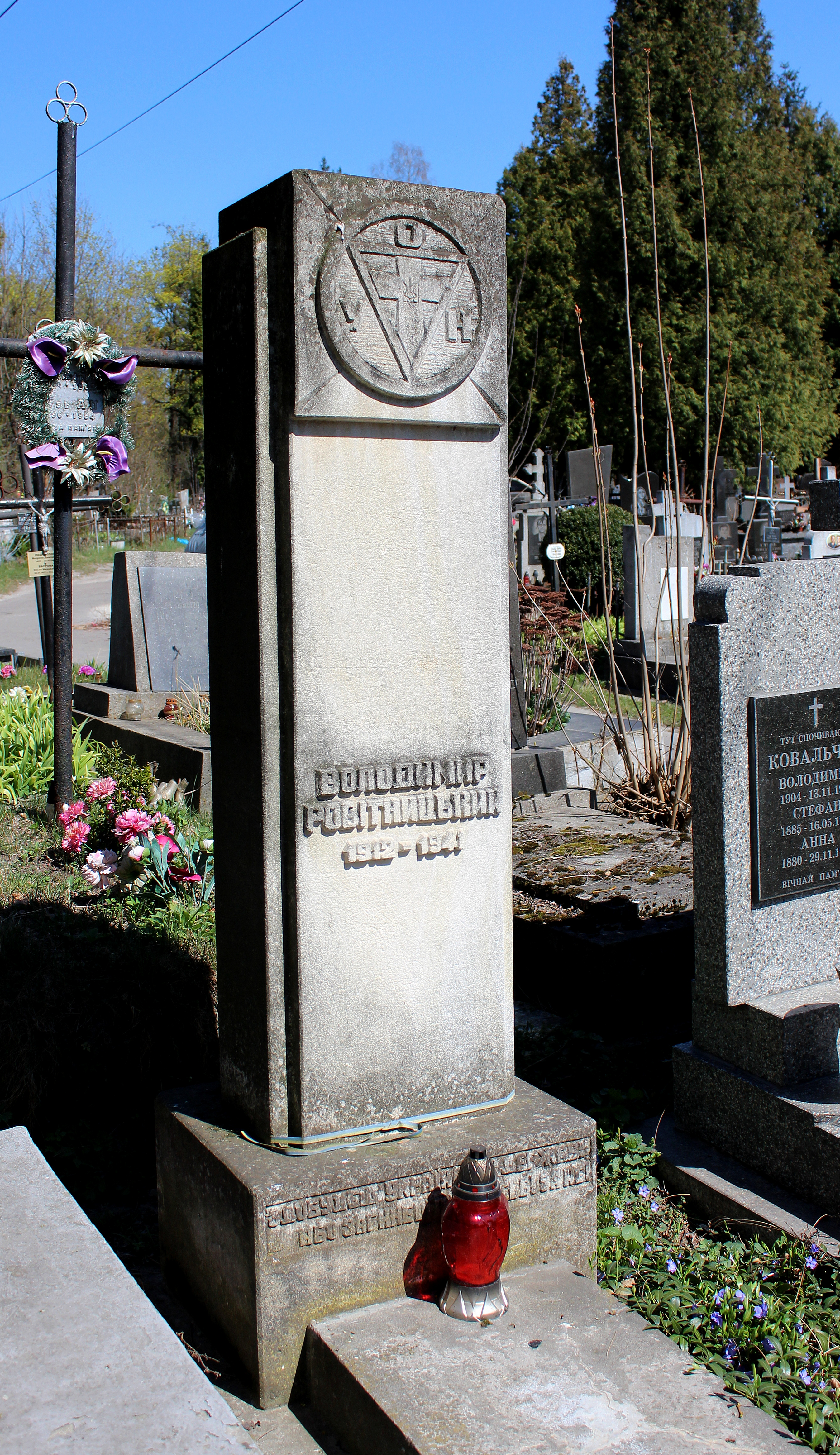
Могила Володимира Робітницького на Янівському цвинтарі

Народився 7 вересня 1912 року  на хуторі Адамків, поблизу містечка Оржів у сім’ї селянина-господаря Микити Робітницького. Мав семеро братів та сестер: Павло, Іван, Ганна, Панас, Кузьма, Ольга і Сергій. Усі отримали добру освіту, Кузьма і Панас стали священниками, Володимир та Ольга – вчителями. Робітницькі брали активну участь в роботі українських громадських організацій, насамперед “Просвіти”.
Згодом став членом Пласту в Рівненській гімназії.
Член Української Військової Організації (УВО), в ОУН від 1929 року. Керівник ОУН у селі, згодом у Клеванському районі, повітовий провідник Рівненщини і Костопільщини (1934–1936), окружний провідник ОУН Рівненщини (1936–1937).
Політичний в'язень польських тюрем (літо 1937 — вересень 1939). 26 травня 1939 року на Рівненському процесі засуджений поляками на 10 років позбавлення волі.
Крайовий провідник Північно-Західних Українських Земель (ПЗУЗ) наприкінці 1940 — влітку 1941 року. Відповідав за проголошення незалежності Української Держави на підзвітних йому теренах та організацію там національної влади. Брав безпосередню участь у проголошенні незалежності України на святковому вічі у місті Рівному.
Помер у лікарні через підірване підпіллям здоров'я, за однією версією — отруєний. 
28 серпня 1941 року в окупованому німцями Львові відбувся його похорон, в якому взяло участь близько 7 тисяч українців. Похований на 18 полі Янівського  цвинтаря. 

## Вшанування пам'яті
- 11 вересня 2012 року на його честь встановлено пам'ятний знак між селами Грабів та Оржів, на місці де колись був хутір Адамків - місце народження.[1]